# Urko Berrade
Urko Berrade Fernández (ur. 28 listopada 1997 w Pampelunie) – hiszpański kolarz szosowy.

## Osiągnięcia
Opracowano na podstawie:
2021
- 1. miejsce w klasyfikacji młodzieżowej Tour du Limousin

## Rankingi
| Rok             | 2019  | 2020 | 2021 | 2022  | 2023 | 2024 |
| --------------- | ----- | ---- | ---- | ----- | ---- | ---- |
| World Ranking   | 1919. | 742. | 452. | 1028. | 643. | 206. |
| UCI Europe Tour | 1262. | 594. | 371. | 738.  | -    | -    |
|                 |       |      |      |       |      |      |
| Źródło: UCI     |       |      |      |       |      |      |